# كاميلو بورغيسي

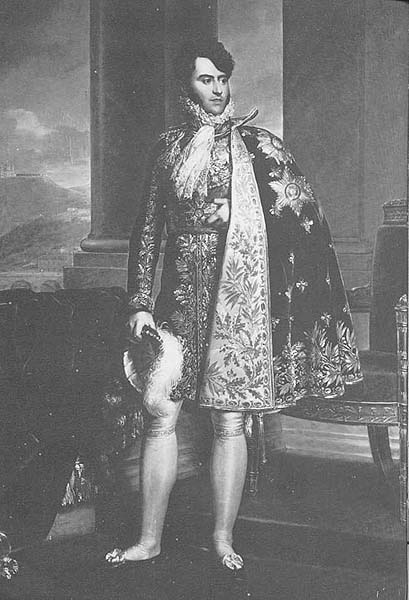
كاميلو بورغيزي.

الدون كاميلو فيليبو لودفيكو بورغيزي (بالإيطالية: Camillo Filippo Ludovico Borghese)‏ أمير سولمونا وروسانو ودوق غواستالا (19 يوليو 1775 - 9 مايو 1832) عضو من عائلة بورغيزي واشتهر لكونه صهر نابليون.